# Lonchocarpus purpureus
Lonchocarpus purpureus är en ärtväxtart som beskrevs av Henri François Pittier. Lonchocarpus purpureus ingår i släktet Lonchocarpus och familjen ärtväxter. Inga underarter finns listade i Catalogue of Life.